# Denver Broncos 1963
La stagione 1963 dei Denver Broncos è stata la quarta della franchigia nell'American Football League. La squadra concluse con 2 vittorie, 10 sconfitte e un pareggio, il peggior record della lega.
I Broncos passarono il minor numero di yard nella AFL nel 1963, 2.487, 177,6 a partita. A titolo di paragone, la migliore squadra sui passaggi quell'anno, gli Houston Oilers, ne passò 229,2 yard a gara. Curiosamente, tuttavia, il wide receiver dei Broncos Lionel Taylor guidò la lega con 78 ricezioni.
I Broncos subirono 473 punti nel 1963, il massimo della storia della AFL e il secondo massimo di tutti i tempi in una stagione da 14 partite. Solo i New York Giants del 1966 della National Football League ne concessero di più. I 40 passaggi da touchdown concessi dai Broncos nel 1963 furono il peggior risultato della storia, finché non furono superati dai New Orleans Saints nel 2015.

## Calendario
| Stagione regolare |                       |                    |                              |                    |
| Turno             | Avversario            | Risultato          | Stadio                       | Record             |
| 1                 | Kansas City Chiefs    | S, 7–59            | University of Denver Stadium | 0–1–0              |
| 2                 | at Houston Oilers     | S, 14–20           | Jeppesen Stadium             | 0–2–0              |
| 3                 | Settimana di pausa    | Settimana di pausa | Settimana di pausa           | Settimana di pausa |
| 4                 | Boston Patriots       | V, 14–10           | Bears Stadium                | 1–2–0              |
| 5                 | San Diego Chargers    | V, 50–34           | Bears Stadium                | 2–2–0              |
| 6                 | Houston Oilers        | S, 24–33           | Bears Stadium                | 2–3–0              |
| 7                 | at Boston Patriots    | S, 21–40           | Fenway Park                  | 2–4–0              |
| 8                 | at New York Jets      | P, 35–35           | Polo Grounds                 | 2–4–1              |
| 9                 | Buffalo Bills         | S, 28–30           | Bears Stadium                | 2–5–1              |
| 10                | at Buffalo Bills      | S, 17–27           | War Memorial Stadium         | 2–6–1              |
| 11                | New York Jets         | S, 9–14            | Bears Stadium                | 2–7–1              |
| 12                | Oakland Raiders       | S, 10–26           | Bears Stadium                | 2–8–1              |
| 13                | at Kansas City Chiefs | S, 21–52           | Municipal Stadium            | 2–9–1              |
| 14                | at Oakland Raiders    | S, 31–35           | Frank Youell Field           | 2–10–1             |
| 15                | at San Diego Chargers | S, 20–58           | Balboa Stadium               | 2–11–1             |

## Classifiche
| AFL Western Division | AFL Western Division | AFL Western Division | AFL Western Division | AFL Western Division | AFL Western Division | AFL Western Division | AFL Western Division | AFL Western Division | AFL Western Division |
|                      | V                    | S                    | P                    | %                    | DIV                  | PF                   | PS                   | Str.                 |                      |
| -------------------- | -------------------- | -------------------- | -------------------- | -------------------- | -------------------- | -------------------- | -------------------- | -------------------- | -------------------- |
| San Diego Chargers   | 11                   | 3                    | 0                    | .786                 | 3–3                  | 399                  | 255                  | V2                   |                      |
| Oakland Raiders      | 10                   | 4                    | 0                    | .714                 | 6–0                  | 363                  | 282                  | V8                   |                      |
| Kansas City Chiefs   | 5                    | 7                    | 2                    | .417                 | 2–4                  | 347                  | 263                  | V3                   |                      |
| Denver Broncos       | 2                    | 11                   | 1                    | .154                 | 1–5                  | 301                  | 473                  | S7                   |                      |

Nota: I pareggi non venivano conteggiati ai fini della classifica fino al 1972.